# Konstantin Ghilian Karl d'Aspré
Konstantin Ghilian Karl d'Aspré von Hoobreuk, né le 27 décembre 1754 à Gand dans les Pays-Bas autrichiens et mort le 8 juillet 1809 à Mikulov dans le  margraviat de Moravie, est un général autrichien au service de la monarchie de Habsbourg.

## Biographie
Entré dans l'armée à l'âge de 16 ans, il participa à la guerre contre les Ottomans et à la répression de la révolution brabançonne dans sa terre natale, ce qui valut la croix de chevalier de l'ordre de Marie-Thérèse. Pendant la guerre de la Première Coalition, il fut promu au commandement d'un régiment et fut élevé par la suite au grade de général-major. Il joua un rôle important lors d'une bataille au début de la campagne de 1805 en Allemagne. En 1809, il dirigea une brigade de grenadiers lors des premières batailles, formation qui fut portée un peu plus tard à l'effectif d'une division. D'Aspré fut mortellement blessé à la tête de ses soldats le deuxième jour de la bataille de Wagram.